# Nacer Chadli
Nacer Chadli (* 2. srpna 1989 Lutych) je belgický profesionální fotbalista marockého původu, který hraje na pozici křídelníka za belgický klub KVC Westerlo. Mezi lety 2011 a 2021 odehrál také 66 utkání v dresu belgické reprezentace, v nichž vstřelil 8 branek. Účastník Mistrovství světa 2014 v Brazílii, Mistrovství světa 2018 v Rusku a EURO 2020.

## Klubová kariéra
Chadli hrál v mládí v belgických týmech JS Thier-à-Liège a Standard Lutych a nizozemském MVV Maastricht. V létě 2007 podepsal smlouvu s nizozemským druholigovým klubem AGOVV Apeldoorn.

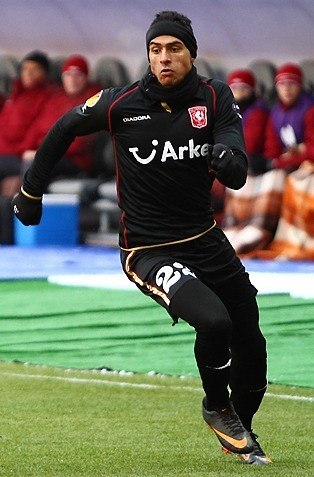
Nacer Chadli.

### FC Twente
V létě 2010 přestoupil do FC Twente, který se stal v předcházející sezóně 2009/10 nizozemským šampionem. Chadli se brzy propracoval do A-mužstva. Svůj první gól vstřelil 30. října 2010 na půdě PSV Eindhoven, když zařídil vítězství Twente 1:0. Debut v evropských pohárech zažil 14. září 2010 při domácím utkání Ligy mistrů s Interem Milán, které skončilo remízou 2:2. 29. září vstřelil svůj první gól v Lize mistrů proti domácímu anglickému celku Tottenhamu Hotspur, v 55. minutě snižoval jako střídající hráč na 2:1. Zápas nakonec skončil vítězstvím anglického mužstva 4:1. 2. listopadu přidal svůj druhý přesný zásah proti domácímu německému celku SV Werder Bremen, podílel se tak na výhře Twente 2:0. Do třetice se gólově prosadil v Lize mistrů 7. prosince 2010 opět proti Tottenhamu, v 64. minutě stanovil konečné skóre 3:3. FC Twente měl před tímto zápasem již jistou třetí příčku v základní skupině A a stvrdil tak svůj postup do Evropské ligy, zatímco Tottenham si zajistil první místo v základní skupině a postup do osmifinále Ligy mistrů.
V sezóně 2010/11 vyhrál s Twente nizozemský fotbalový pohár, ve finále 8. května 2011 porazili AFC Ajax 3:2. V roce 2011 následoval zisk nizozemského Superpoháru (Johan Cruijff Schaal).
V odvetném domácím zápase 2. předkola Evropské ligy 2012/13 26. července 2012 proti finskému celku FC Inter Turku se dvěma góly podílel na vysokém vítězství 5:0, FC Twente postoupil po této výhře a domácí remíze 1:1 do 3. předkola, kde se střetl s českým klubem FK Mladá Boleslav. Chadli dal gól 2. srpna 2012 v domácím utkání (výhra 2:0) i 9. srpna v odvetě v ČR (opět výhra 2:0). 23. srpna v následujícím předkole play-off zmírnil svým gólem porážku 1:3 proti domácímu tureckému celku Bursaspor. Odvetu 30. srpna FC Twente zvládl výhrou 4:1 po prodloužení a postoupil do skupinové fáze Evropské ligy. Chadli se tentokrát gólově neprosadil, i tak zaznamenal v předkolech celkem 5 gólů. Ve skupině L nizozemský klub skončil po šesti zápasech se 4 body na posledním čtvrtém místě a ze soutěže vypadl. Chadli se jedním gólem podílel na remíze 2:2 20. září proti německému Hannoveru 96.

### Tottenham Hotspur
V červenci 2013 přestoupil z FC Twente do anglického klubu Tottenham Hotspur, kde již působili jeho krajané a reprezentační spoluhráči Moussa Dembélé a Jan Vertonghen. 3. září 2013 v základní skupině Evropské ligy 2013/14 vstřelil gól v utkání proti domácímu ruskému celku FK Anži Machačkala, střetnutí skončilo výhrou Tottenhamu 2:0. 20. března 2014 v odvetě osmifinále Evropské ligy proti portugalskému týmu Benfica Lisabon zařídil dvěma góly remízu 2:2, Tottenham ale ze soutěže vypadl (v prvním duelu prohrál 1:3).

### West Bromwich Albion
29. 8. 2016 se stal nejdražší posilou v historii jiného anglického mužstva West Bromwich Albion, který za něj vyplatil Tottenhamu 15 milionů eur.

### AS Monaco
Na konci srpna 2018 jej z WBA koupilo Monaco, které za Chadliho zaplatilo 12 milionů eur, hráč podepsal kontrakt na tři roky.

## Reprezentační kariéra

### Maroko
Za Maroko odehrál Chadli jediné utkání, bylo to 17. listopadu 2010 proti domácímu Severnímu Irsku, střetnutí skončilo remízou 1:1. Vzhledem k tomu, že měl Nacer dvojí občanství (marocké i belgické), mohl reprezentovat obě země. 28. ledna 2011 projevil zájem reprezentovat Belgii.

### Belgie
Za Belgii mohl nastupovat, jelikož s marockou reprezentací absolvoval pouze přátelský zápas (tedy nikoli kvalifikační). V A-mužstvu Belgie debutoval v přátelském utkání 9. února 2011 na stadionu Julese Ottena v Gentu proti hostujícímu Finsku. Chadli šel na hřiště v 59. minutě za stavu 0:0, zápas nakonec skončil výsledkem 1:1.
29. března 2011 vstřelil za Belgii svůj první gól v kvalifikačním utkání proti Ázerbájdžánu, přispěl tak k výhře 4:1. Svůj druhý gól zaznamenal 29. února 2012 v přátelském utkání proti domácímu Řecku. Nacer vyrovnával ve 32. minutě na 1:1, tímto výsledkem střetnutí skončilo.
22. března 2013 nastoupil v závěru kvalifikačního zápasu ve Skopje proti domácí Makedonii, který skončil vítězstvím Belgie 2:0. Absolvoval i domácí kvalifikační utkání na MS 2014 26. března proti stejnému soupeři, Belgie zvítězila 1:0. Chadli střídal v 56. minutě Moussu Dembélého. 26. května 2014 v přípravném utkání před MS 2014 proti Lucembursku vstřelil jeden gól, Belgie rozdrtila svého souseda 5:1. Nicméně FIFA tento zápas přehodnotila jako neoficiální, neboť belgický trenér Marc Wilmots chyboval, poslal při střídání na hřiště 7 nových hráčů, přičemž v přátelských zápasech je povoleno jednomu týmu vystřídat pouze šestkrát.
Trenér belgického národního týmu Marc Wilmots jej vzal na Mistrovství světa ve fotbale 2014 v Brazílii. Se šampionátem se Belgie rozloučila čtvrtfinálovou porážkou 0:1 s Argentinou.

### Reprezentační góly
Góly Nacera Chadliho za A-mužstvo Belgie
| 010                  | 29. 3. 2011  | Stadion krále Baudouina, Brusel, Belgie | Ázerbájdžán | 03:10(45.) | 4:1 | kvalifikace na EURO 2012 |
| 02                   | 29. 2. 2012  | Iraklio, Řecko                          | Řecko       | 01:10(32.) | 1:1 | přátelský zápas          |
| 03                   | 26. 5. 2014  | Cristal Arena, Genk, Belgie             | Lucembursko | 04:10(71.) | 5:1 | přátelský zápas          |
| 03                   | 10. 10. 2014 | Stadion krále Baudouina, Brusel, Belgie | Andorra     | 03:00(37.) | 6:0 | kvalifikace na EURO 2016 |
| Platí k 10. 10. 2014 |              |                                         |             |            |     |                          |